# Алън Грийн
Алън Грийн (на английски: Alan Green) е британски спортен коментатор в радио BBC от 1981 г.

## Биография
Алън Грийн е роден на 25 юни 1952 г. в Белфаст, Северна Ирландия. Основно е коментатор на футболни срещи, но също така и на голф турнири, на състезания по гребане и на Олимпийските игри.
Алън Грийн е сред най-възрастните и съответно опитни коментатори на BBC, като е носител на наградата на Sony Radio Academy Award за спортен коментатор на годината. Той се отличава със своите откровени коментари и е попадал няколко пъти в спорове с мениджъри на футболни отбори като сър Алекс Фъргюсън и Сам Алърдайс.

### Кариера
След като завършва Кралския университет в Белфаст с диплома по модерна история, той започва да работи за местен вестник, докато през 1975 г. не се премества в BBC като стажант в новинарския отдел с амбицията да стане продуцент. Първоначално е работил и за радиото и за телевизията преди официално да се премести в Манчестър като спортен коментатор за BBC Radio.
Първото световно първенство, което коментира, е през 1982 г., а през 1986 г. коментира и финала за Купата на Футболната асоциация. През 1989 г. е коментатор и на трагедията на Хилзбъро, където загиват 96 фена на „Ливърпул“. При навършването на двадесетгодишния юбилей от трагедията през 2009 г., Грийн коментира, че вече две десетилетия истината за причината, довела до инцидента, се крие и все още не е излязла наяве.
Откровеният коментаторски стил на Грийн често поражда различни мнения сред радиослушатели. Той си печели възхищението на някои слушатели за честните си оценки на футболните срещи, както и за безкомпромисните си становища, но някои хора все пак го смятат за прекалено критичен. През 2009 г. Сара Брукс, ръководител на комуникациите в тима на „Фулъм“, се изказва остро, като според нея Грийн е обидил играчите на тима, след като те са загубили с 3 – 0 във Висшата лига от Манчестър Юнайтед на Олд Трафорд.
Алън Грийн оспорва твърденията, че английската Висша лига е най-качественото първенство в света. През 2013 г. Грийн написва статия, в която казва: „Висшата лига, която наблюдавам всяка седмица, не е толкова добра, колкото всички си мислят“. В статия за The Belfast Telegraph Грийн критикува „слабите защити“, „егоистите и дебелашкото поведение“ и „надценените скъпоплатени футболисти, които населяват Висшата лига.“.
В интервю за The Observer през 2009 г. Грийн споделя за кариерата си като спортен коментатор следното: „С изключение на един път през 1984 г., никога не съм кандидатствал за работа в телевизията.“ Това казва на изпълнителния директор на BSkyB, който го обвинява, че е твърде прям, за да работи за Sky TV, а директорът на Sky го моли винаги да акцентира върху положителното. Грийн му отговаря, че неговата роля като коментатор е да каже истината, а не да действа като пропагандист.

### Спорове с футболни мениджъри
Алън Грийн има постоянна вражда в продължение на 20 години със сър Алекс Фъргюсън след инцидент, при който Грийн казва в ефир, че хората не бива да се вслушват в пропагандата, която излиза от кабинета на треньора на Манчестър Юнайтед.
През 2006 г. Грийн получава забрана от Болтън да посещава техния стадион Reebok Stadium, след като е обвинил мениджъра Сам Алърдайс, че играе грозен футбол. След заминаването на Алърдайс в Нюкасъл Юнайтед, клубът позволява на спортния коментатор да посещава стадиона отново.

### Други противопоставяния
През 2004 г. Грийн е порицан от Ofcom (английския СЕМ), след като прави коментар на живо в ефир за камерунския полузащитник на Манчестър Юнайтед Ерик Джемба-Джемба, че говори на развален английски с рефера, а слушател се оплаква, че е неуместно да се предположи за един черен мъж да е в състояние да говори правилен английски.
През 2005 г. Грийн има спор с феновете на Евертън, след като пише статия, в която твърди, че вместо да повишат очакванията си след четвъртото място на Евертън през изминалия сезон, те трябва да бъдат по-скромни. Статията на Грийн води до получаването на няколко смъртни заплахи.
През 2007 г. Грийн коментира мача между „Евертън“ и „Рединг“ на „Гудисън Парк“, когато филмовата звезда Силвестър Сталоун е представен на терена пред публиката и Алън Грийн се пошегува затова дали лимузината на Сталоун ще е останала с гуми, когато той се върне при нея. Това предизвиква изпращането на официална жалба до Би Би Си от Градския съвет на Ливърпул, чиито членове са разстроени от стереотипните възгледи на коментатора за престъпността в града.

## Личен живот
Алън Грийн е женен за съпругата си Бренда от 29 март 1980 г.